# 房前站
房前站（日语：／ Fusazaki eki */?）是位於日本香川縣高松市，屬於高松琴平電氣鐵道（琴電）志度線的鐵路車站，車站編號為S13。本站為無人車站。

## 車站結構
採用簡易車站模式運作，沒有站房，月台兩端均為車站出入口，其中向原站方向為無障礙斜道，向鹽屋方向則為梯級上落。

### 月台配置
開站時設有側式月台2座，為列車可交換車站，但因使用人數不多，且配合實施定點班次，靠海一邊的側式月台於1967年被拆去，只保留靠向岸的一邊，該棄用的月台原貌至今仍獲保留。列車停靠時，往瓦町方向為右側上落；往志度方向為左側上落。
月台長度為45米，可容許一列3輛編成的列車停靠，月台中央設有1座長約4米的細小有蓋候車亭，亭內放置了候車長櫈及簡易式自助售票機，至於出、入站專用IC卡感應器則設置於斜道入口旁。
| 路線     | 方向 | 目的地       | 備註 |
| -------- | ---- | ------------ | ---- |
| ■ 志度線 | 上行 | 瓦町方向     |      |
| ■ 志度線 | 下行 | 琴電志度方向 |      |

## 歷史
- 1911年11月18日：隨東讚電氣軌道今橋站～志度站開通而開業[1]，當時稱為「房崎站」。
- 1945年1月26日：被指為不要不急線，包括本站在內、由八栗至志度一段路段休止。
- 1949年10月9日：重新投入服務。
- 1967年：列車交換設備被拆去，改為1面1線配置[2]。
- 2003年3月5日：一列3輛編成的列車（班次1017號）於站內發生脫軌事件，事件導致8人（2名職員、6名乘客）受傷[2]。

## 使用狀況
根據國土交通省所發表的「國土數值情報」，本站的使用量是志度線中最少的，以琴電全部車站統計的話，亦排於尾2的位置，只比長尾線的井戶站稍多。
| 1日上落人數推斷 | 1日上落人數推斷 |
| 年度            | 1日平均人數     |
| --------------- | --------------- |
| 2011            | 89              |
| 2012            | 83              |
| 2013            | 83              |
| 2014            | 83              |
| 2015            | 68              |
| 2016            | 85              |
| 2017            | 92              |
| 2018            | 99              |
| 2019            | 98              |
| 2020            | 71              |
| 2021            | 71              |
| 2022            | 70              |

## 相鄰車站
高松琴平電氣鐵道（琴電）
■志度線
鹽屋 (S12) - 房前 (S13) - 原 (S14)

## 外部連結
- 高松琴平電鐵房前站資訊 （页面存档备份，存于）（日語）